# 什托方言
什托方言（發音：[ʃtǒːkaʋskiː]）是塞爾維亞-克羅埃西亞語的方言之一，也是波士尼亞語、克羅埃西亞語、塞爾維亞語和蒙特內哥羅語的標準發音。什托方言使用在塞尔维亚、蒙特內哥羅、波赫和克罗地亚的大部分地區，以及奥地利布尔根兰州的南部地區。
因疑问代名词为而得名。